# Ferry (Familienname)
Ferry ist ein Familienname, der vorwiegend im englischen und französischen Sprachraum vorkommt. Es handelt sich hierbei um eine Variante des Namens Ferdinand. Bei einigen französischen Herrschern wird der Name auch als Ableitung von Friedrich verwendet.
Zum gleichlautenden Vornamen siehe: Ferry (Vorname)

## Herrschernamen
- Friedrich I. (Lothringen) (Ferry I. von Bitche; um 1143–1206), Herr von Bitsch
- Friedrich II. (Lothringen) (Ferry II.; † 1213), Herzog von Oberlothringen
- Friedrich III. (Lothringen) (Ferry III.; 1238–1302), Herzog von Oberlothringen
- Friedrich IV. (Lothringen) (Ferry IV. der Kämpfer; 1282–1328), Herzog von Oberlothringen
- Friedrich von Lothringen (Ferry V.; 1368–1415), Herr von Rumigny, Martigny, Aubenton und von Boves, siehe Friedrich I. von Vaudémont
- Friedrich von Lothringen (Ferry VI.; 1428–1470), Graf von Vaudémont und Herr von Joinville, siehe Friedrich II. von Vaudémont

## Namensträger
- Alain Ferry (Schriftsteller) (* 1939), französischer Schriftsteller und Literaturwissenschaftler
- Alain Ferry (Politiker) (* 1952), französischer Politiker (UMP)
- April Ferry (1932–2024), US-amerikanische Kostümbildnerin und Schauspielerin
- Björn Ferry (* 1978), schwedischer Biathlet
- Bruno Ferry (* 1967), französischer Fußballspieler
- Bryan Ferry (* 1945), britischer Musiker
- Catherine Ferry (* 1953), französische Sängerin
- Chloe Ferry (* 1995), britische Reality-Fernsehpersönlichkeit
- Christian Ferry (1930–2011), französischer Filmproduzent
- Danny Ferry (* 1966), US-amerikanischer Basketballspieler
- Edward Ferry (1941–2023), US-amerikanischer Ruderer
- Elisha P. Ferry (1825–1895), US-amerikanischer Politiker
- Gabriel Ferry (1809–1852), französischer Abenteuerschriftsteller
- Jean Pisani-Ferry (* 1951), französischer Wirtschaftswissenschaftler
- Jean Ferry (1906–1974), französischer Drehbuchautor und Autor
- Jean-Marc Ferry (* 1946), französischer Philosoph
- John D. Ferry (1912–2002), kanadisch-US-amerikanischer Chemiker
- Jules Ferry (1832–1893), französischer Politiker
- Luc Ferry (* 1951), französischer Politiker
- Michel Ferry (1904–1997), französischer Fluchthelfer (passeur) und Resistancemitglied
- Nicolas Ferry (1741–1764), Hofzwerg des polnischen Königs Stanislaus I. Leszczyński
- Orris S. Ferry (1823–1875), US-amerikanischer Politiker
- Pasqual Ferry (* 1961), spanischer Comiczeichner
- Thomas W. Ferry (1827–1896), US-amerikanischer Politiker
- Will Ferry (* 2000), irischer Fußballspieler